# Municipio de Knox (condado de Clearfield)
El municipio de Knox (en inglés: Knox Township) es un municipio ubicado en el condado de Clearfield en el estado estadounidense de Pensilvania. En el año 2000 tenía una población de 705 habitantes y una densidad poblacional de 10.8 personas por km².

## Geografía
El municipio de Knox se encuentra ubicado en las coordenadas 40°52′00″N 78°30′59″O / 40.86667, -78.51639.

## Demografía
Según la Oficina del Censo en 2000 los ingresos medios por hogar en la localidad eran de $26,583 y los ingresos medios por familia eran de $30,217. Los hombres tenían unos ingresos medios de $26,029 frente a los $17,222 para las mujeres. La renta per cápita de la localidad era de $13,394. Alrededor del 15,2% de la población estaba por debajo del umbral de pobreza.